# Richardos Mprousalīs
Richardos Mprousalīs (in greco Ριχαρδος Μπρουσαλης?; Smirne, 1917 – ...) è stato un nuotatore e pallanuotista greco.

## Biografia
Ha rappresentato la Grecia ai Giochi olimpici estivi di Berlino 1936 nelle gare dei 100m sl e Staffetta 4x200m sl, ed ai Giochi olimpici estivi di Londra 1948 nel torneo di pallanuoto.